# AsagumoWeb
AsagumoWebはWebシステムそのものをP2Pシステム上に構築するためのフレームワークアプリケーション。

## 他システムとの比較
Freenet等と違い、掲示板など頻繁に更新される可能性があるページを含める事ができるようになっている。
shinGETu、RinGOchなどのP2P掲示板システムと違い、全てのWebをP2P内に移植するのを目的としている。